# Desis martensi
Espèce
Desis martensi est une espèce d'araignées aranéomorphes de la famille des Desidae.

## Distribution
Cette espèce se rencontre à Singapour et en Indonésie à Java.

## Description
La carapace du mâle syntype mesure 4,5 mm et l'abdomen 4,5 mm et la carapace de la femelle syntype 5,75 mm et l'abdomen 6 mm.
Le mâle décrit par Workman en 1896 mesure 8 mm et la femelle 12 mm.

## Systématique et taxinomie
Cette espèce a été décrite par L. Koch en 1872.

## Étymologie
Cette espèce est nommée en l'honneur d'Eduard Carl von Martens.

## Publication originale
- L. Koch, 1872 : Die Arachniden Australiens. Nuremberg, vol. 1, p. 105-368 (texte intégral).